# Неповновусі
Неповновусі (Atelocerata) — група членистоногих, що виділяється зазвичай як надклас. Включає багатоніжок і комах.

## Спільні ознаки

Схема будови головного кінця ембріона неповновусих. Oc — очні лопаті, Lbr — верхня губа, Ant — антени, Int — інтеркалярний (вставковий) сегмент, Md — мандибули, Mx1 — максили перші, Mx2 — максили другі (у Collifera не розвинені).

Таксон є загальновизнаним, оскільки характеризується яскраво вираженими аутапоморфіями:
1. Втратою кінцівок II сегмента тіла, так званих антен других, наявних у всіх інших членистоногих (у хеліцерових і морських павуків перетворені на педипальпи);
2. Наявністю особливого органу, званого постантенальним. Це розташована на голові між вусиками пара хеморецепторів. У всіх відкритощелепних комах постантенальний орган втрачено;
3. Відсутністю м'яза-розгинача у найдистальнішого членика ноги — кігтика;
4. Редукцією телоподита мандибули;
5. Одногілковістю кінцівок, на відміну від розгалужених кінцівок ракоподібних. Різні дослідники по-різному гомологізують членики ноги неповновусих з члениками кінцівки ракоподібних; при цьому багато сходяться в тому, що нечленисті придатки тулуба — стилуси, наявні у симфіл і багатьох комах, є рудиментом однієї з гілок вихідної кінцівки, а саме екзоподита. В такому разі вся нога неповновусих гомологічна ендоподиту ракоподібних;
6. Наявністю мальпігієвих судин — трубчастих сліпокінцевих виростів на межі середньої і задньої кишки, що мають функцію видільних органів. Подібні органи виділення виявлено у павукоподібних, але у них ці органи є похідними ентодерми (на відміну від мальпігієвих судин комах і багатоніжок, що мають ектодермальне походження) і, отже, виникли незалежно;
7. Наявністю трахейної системи. Слід зауважити, що у багатьох групах неповновусих трахейна система, мабуть, була спочатку втрачена, а потім виникла знову незалежно від інших груп. Це робить встановлення початкового типу трахейної системи Atelocerata досить проблематичним;
8. Первинно-наземним способом життя, на відміну від первинно-морських ракоподібних. Деякі дослідники вважають, що перші двупарноногі багатоніжки були морськими тваринами. Якщо це так, то різні групи неповновусих вийшли на суходіл незалежно одна від одної.

## Класифікація
Існує дві основні класифікації неповновусих. Згідно з першою, група багатоніжок є голофілетичною і виникла від спільного з комахами предка. Згідно з цією гіпотезою, надклас Atelocerata ділиться на два рівноправних класи — багатоніжки і комахи.
Згідно з іншою ж теорією (яку часто називають теорією симфільного походження комах), багатоніжки є парафілетичною групою, предковою для комах, і тому не визнаються як єдиний клас. За цією класифікацією, неповновусі також діляться на дві групи — Monomalata, що об'єднує губоногих багатоніжок і Collifera, і Dimalata, що об'єднує симфіл і комах.
Ні та, ні інша теорія зараз не є загальноприйнятою, оскільки таксони «Багатоніжки», «Monomalata» і «Dimalata» кожен окремо мають сильні і добре виражені аутапоморфії.